# Paraplatoides hirsti
Paraplatoides hirsti är en spindelart som beskrevs av Zabka 1992. Paraplatoides hirsti ingår i släktet Paraplatoides och familjen hoppspindlar. Inga underarter finns listade i Catalogue of Life.